# Tobed
Tobed ist ein nordspanischer Ort und eine Gemeinde (municipio) mit 198 Einwohnern (Stand: 2024) im äußersten Westen der Provinz Saragossa in der Autonomen Gemeinschaft Aragonien. Die Gemeinde gehört zur bevölkerungsarmen Serranía Celtibérica. Die Kirche des Ortes gehört zu den wichtigsten Bauten des frühen Mudéjar-Stils in Aragón und zählt zum Weltkulturerbe der UNESCO.

## Lage und Klima
Der Ort Tobed liegt gut 70 km (Fahrtstrecke) südwestlich der Provinzhauptstadt Saragossa nahe der Grenze zur altkastilischen Provinz Soria in einer Höhe von ca. 640 m. Die historisch bedeutsame Stadt Calatayud befindet sich gut 44 km westlich. Das Klima ist gemäßigt bis warm; Regen (ca. 405 mm/Jahr) fällt mit Ausnahme der eher trockenen Sommermonate übers Jahr verteilt.

## Bevölkerungsentwicklung
| Jahr      | 1857 | 1900 | 1950 | 2000 | 2017 |
| Einwohner | 987  | 996  | 820  | 281  | 224  |

Die Mechanisierung der Landwirtschaft, die Aufgabe bäuerlicher Kleinbetriebe und der damit verbundene Verlust von Arbeitsplätzen führten in der zweiten Hälfte des 20. Jahrhunderts zu einem deutlichen Rückgang der Bevölkerungszahl (Landflucht).

## Wirtschaft
Jahrhundertelang lebten die Bewohner des Ortes direkt (als Kleinbauern oder Knechte) oder indirekt (als Händler oder Handwerker) von der Landwirtschaft, wozu auch die Viehzucht (Schafe, Ziegen, Hühner) gehörte. Man bearbeitete die Ländereien der Grundherrenfamilie sowie die eigenen Felder und Gärten. Hauptsächlich im Sommer werden heute viele Häuser als Ferienwohnungen (casas rurales) vermietet.

## Geschichte
Aus keltiberischer, römischer und westgotischer Zeit wurden bislang keine Funde gemacht.
Im 8. Jahrhundert drangen arabisch-maurische Heere bis in den Norden der Iberischen Halbinsel vor. Die Gegend wurde nach der Rückeroberung (reconquista) der Stadt Saragossa im Jahr 1118 durch den aragonesischen König Alfons I. wieder christlich. Um die Mitte des 12. Jahrhunderts wurde der Ort dem Ritterorden vom Heiligen Grab zu Jerusalem anvertraut.

## Sehenswürdigkeiten

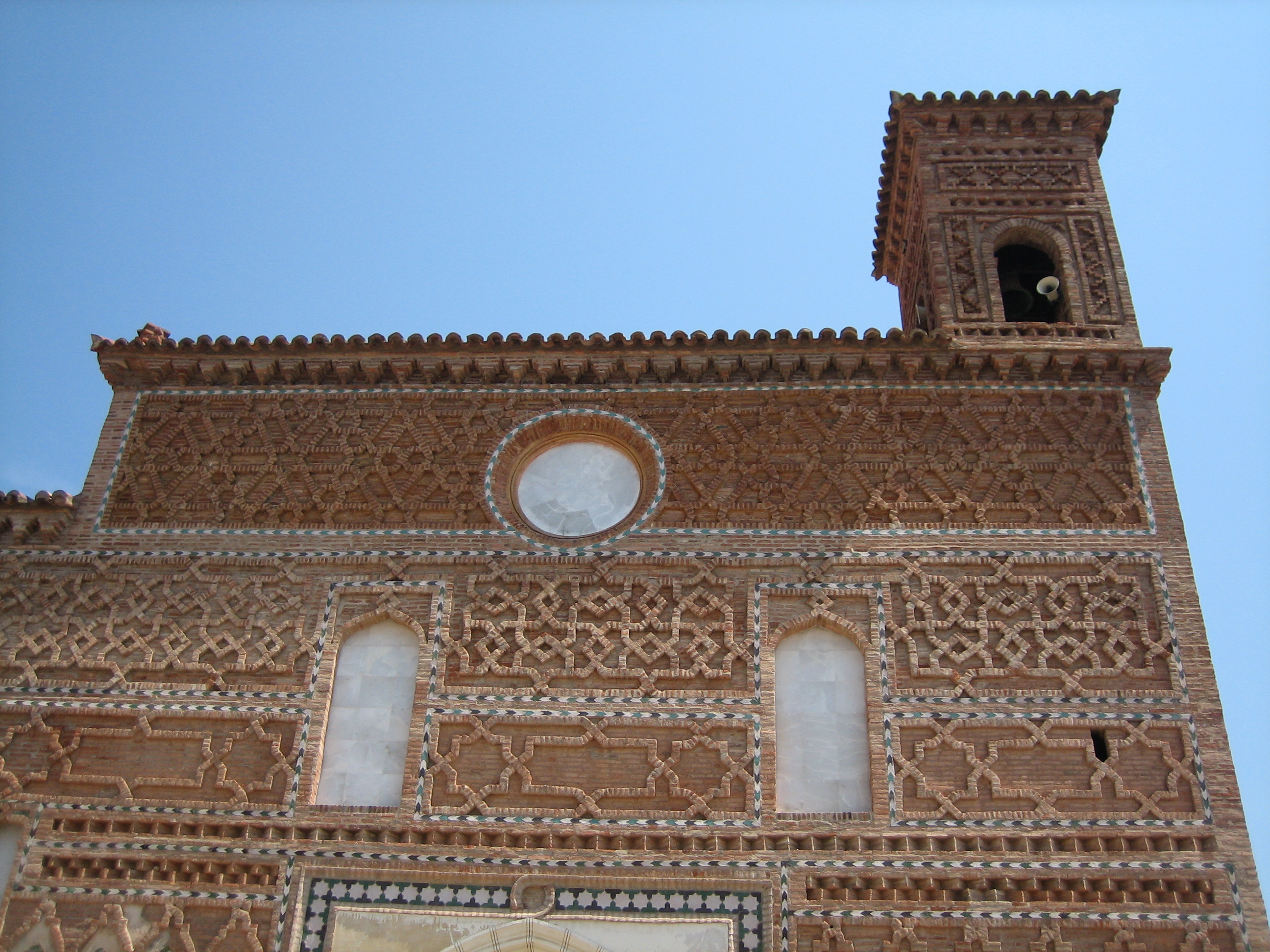
Westfassade der Iglesia de Santa María

- Hauptattraktion des Ortes ist die in den Jahren zwischen 1356 und 1385 zu Ehren eines heute im Prado-Museum in Madrid aufbewahrten Heiligenbildes der Gottesmutter erbaute Iglesia de Santa María, deren – mit Ausnahme des Portals – ganz aus Ziegelsteinen erbaute Westfassade diverse Mudéjar-Ornamente zeigt. Diese setzen sich im Glockengeschoss und auf der Nordseite der Kirche fort, wohingegen die Südseite und selbst die Apsis eher schmucklos sind. Im Kirchenschiff (nave) setzt sich die Ornamentfreude fort, wobei hier jedoch vieles auf Fugenmalerei, d. h. auf optischer Täuschung beruht. Ungewöhnlich ist die Gestaltung des Chorraums mit einem Triumphbogenmotiv. Der mittlere Schlussstein des Kreuzrippengewölbes der Kirche hat einen vergoldeten Abhängling in maurisch-islamischer Muqarnas-Manier. Die Fenster sind mit alabasterähnlichen Scheiben gefüllt.[6]
- Die im 16. Jahrhundert erbaute Kirche San Pedro ist ebenfalls eine Mudéjar-Kirche, doch ist sie deutlich einfacher gehalten; lediglich das schmale Kachel-Schmuckband in der Traufzone des Turmes deutet an, was möglich gewesen wäre. Das Kirchenschiff hat ein Stichkappengewölbe; die polygonal gebrochene Apsis zeigt ein Sterngewölbe.[7]
- Zwei Bildstöcke (peirónes) bereichern das Ortsbild.